# Johan Andreas Murray
Pour les articles homonymes, voir Murray.
Johan Andreas Murray est un médecin et botaniste suédois, né à Stockholm le 27 janvier 1740, marié à Eleonora Margaretha Conradi (1749–1827) en 1772 et décédé à Göttingen le 22 mai 1791.

## Biographie
Entre 1756 et 1759, Murray étudie à Uppsala auprès de Carl von Linné. Il part ensuite pour Göttingen en 1760, y devient docteur en médecine en 1763 puis magister philosophiæ en 1768. Murray enseigne aussi la médecine à Göttingen à partir de 1764 et y dirige le Jardin botanique de la ville à partir de 1769.
Les travaux de Murray concernent la médecine, la pharmacie, la botanique et d’autres sujets scientifiques. Il est notamment l’auteur d’Apparatus medicaminum tam simplicium quam praeparatorum et compositorum in praxeos adjumentum consideratus, ouvrage dans lequel il s'intéresse aux vertus thérapeutiques des plantes et qui paraît en six volumes, entre 1776 et 1792. Il contribue aussi à la traduction en allemand de l'œuvre des autres botanistes suédois de son temps et assure notamment, en 1774, la publication de la partie botanique de la treizième édition du Systema naturae de Linné, sous le titre « Systema vegetabilium ».
Linné lui dédie le genre Murraya de la famille des rutacées.